# Campo de Cebada
Der Campo de Cebada (deutsche Übersetzung: Gerstenfeld) ist ein urbaner Raum auf dem Plaza de la Cebada im Viertel La Latina im Zentrum Madrids (Spanien) gelegen. Der Platz entstand nach dem Abriss der Mehrzwecksportanlage in La Latina und grenzt an einen der größten Versorgungsmärkte Madrids, den Mercado de la Cebada.
Das Projekt des Campo de Cebada entstand durch die Arbeit freiwilliger Teilnehmer; es versucht, eine neue Form des städtischen Raumes zu generieren, in dem der Ort partizipativ geöffnet wird. Dabei werden Entscheidungen, die diesen Raum betreffen, nicht allein von einer Behörde getroffen, sondern von einer möglichst großen Zahl interessierter Personen, die sich an dem Projekt beteiligen, offen diskutiert. In diesem Sinne ist es jedem Individuum erlaubt, an dem Projekt teilzunehmen, mitzuwirken und es zu verändern.
Der Campo de Cebada ist ein städtisches Projekt, das sich in aktiver Zusammenarbeit mit der Zahl seiner Vertreter entwickelt. Die Urheberschaft des Projektes vermischt sich zwischen den Personen, die das Projekt genehmigen, denen, die es aufbauen, denen, die es fördern, beleben und vorantreiben, denen, die es erörtern und diskutieren, die darüber nachdenken und denen, die es benutzen.

## Lage
Der Campo de Cebada formt sich an der Spitze einer Baulücke auf dem Plaza de la Cebada in der Calle toledo.
Er liegt im Zentrumsviertel La Latina, einem der beliebtesten und authentischsten Viertel Madrids, welches zudem zu einem der touristischsten und belebtesten Gegenden der Stadt zählt. Das Viertel hat eine, durch seine geschichtliche und soziale Bedeutung, besondere Symbolik. Gleichwohl verkörpert es jedoch auch einen Bereich mit großen Defiziten in Bezug auf öffentliche Aufenthaltsräume, grüne Bereiche und sportliche Ausstattung.

## Entstehung
Im Jahr 2009 ließ die Stadt Madrid die städtische Mehrzwecksporthalle und das Schwimmbad in La Latina, mit dem Vorhaben des Baus einer neuen Anlage abreißen. Damit wurde einer der wenigen ausgestatteten, öffentlichen Bereiche im Stadtzentrum Madrids zerstört. Die unmittelbar danach folgende Wirtschaftskrise legte den Neubau der Anlage lahm und anstatt eines Sportzentrums entstand eine leere Betonfläche von 2300 m². Die Baulücke, auch als programmatische Leere zu betrachten, lag von da an verborgen hinter einem Bauzaun.
Der Leerstand des Bereiches spiegelte zu diesem Zeitpunkt eine Krise im Umgang mit öffentlichen Bereichen, deren Verwaltung und Repräsentation, sowie die Problematik von Musterentwürfen wider. Diese politischen Veränderungen der zeitgenössischen Gesellschaft forderten neue Entwicklungen für die Straßen und Plätze der Stadt.
Im September 2010 wurden die Mauern des Ortes für eine temporäre Installation, konstruiert vom Kollektiv Exyzt und kuratiert durch das Kollektiv Basurama, im Rahmen der kulturellen Initiative Noche en blanco (dt. Übersetzung: Nacht in Weiß), über zwei Wochen geöffnet. Mit dem Projekt „City Island“ entstand ein Schwimmbad und damit ein neuer öffentlicher Aufenthaltsort, mit dem die alte Nutzung der Baufläche temporär zurückgewonnen werden konnte. In diesem Zeitraum wurde der Raum von den Bürgern Madrids wiedereingenommen und es entwickelte sich Kritik an der kurzlebigen Nutzung des Bereiches.
Letzten Endes entstand der Campo de Cebada aus dem Willen und der Freiwilligenarbeit der Anwohner, die einen attraktiven, städtischen Aufenthaltsbereich einforderten. Als spontaner Zusammenschluss von Bürgern, entwickelt durch die Kontroverse um die ephemere Nutzung des Grundstückes, wollten sie ein symbolisches Feld der Gerste säen und neue Ideen für das Viertel anbauen. Der Campo de Cebada gestaltete sich als neue Form der Aktivierung des Grundstückes, sollte jedoch nicht als autonomer Bereich bestehen, sondern die Teilnahme möglichst vieler mitwirkender Personen einfordern. Die Idee war es, den Platz mit demokratischen und teilhabenden Mitteln zu entwickeln. Die Herangehensweise sollte das Vorhandene bedenken und Bezug auf Vorschläge aller interessierten und teilhabenden Vertreter des Ortes nehmen.
Seit dem Vorschlag des Campo de Cebada hat sich schnell eine Vielzahl von Vertretern aufgebaut, initiiert durch die Nachbarschaft und die Anwohner des Viertels La Latina. Von Beginn an wurde eine Verbindung mit der Verwaltung Madrids, die die Erlaubnis des städtischen Projektes erteilt, für die Nutzung der Baulücke als Probegebiet angestrebt. Das Besondere an der Entwicklung des Projektes ist dabei, dass jede interessierte Person mitwirken und sich einbringen kann und Entscheidungen nicht allein von den Behörden getroffen werden. Durch dieses plurale Konzept entstand und besteht noch immer eine Zusammenarbeit von nachbarschaftlichen Vereinigungen, anderen Organisationen und Kollektiven, sowie der Stadtverwaltung.

## Das Projekt

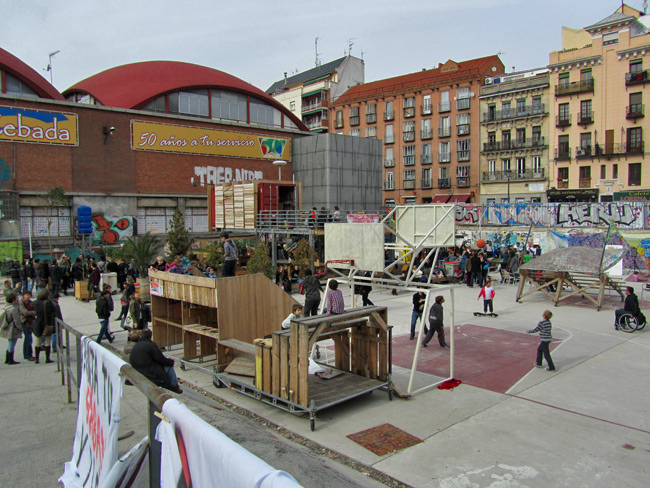
Blick in den Campo de Cebada

### Ursprung
Das Projekt des Campo de Cebada beginnt im Oktober 2010 und entwickelt sich durch die Freiwilligenarbeit von Anwohnern und Interessierten.
Mit der Erweiterung des Projektes folgt die Übertragung des Ortes durch die Verwaltung Madrids am 18. Februar 2011.
Seit Dezember 2011 erfolgen Subventionen durch die Stadt Madrid.
In Folge der Entstehung und stetigen Weiterentwicklung des Campo de Cebada durch breites, öffentliches Engagement, gab es nie eine Einweihung oder Fertigstellung des Projektes.

### Entwicklung
Der Campo de Cebada entwickelte sich durch die freiwillige Arbeit von Anwohnern, Nachbarschaftsvereinen und Architekturkollektiven weiter. Nach der Übergabe des Ortes und der Erlaubnis der freien Gestaltung durch die Stadt Madrid, bemühte man sich um Strategien für die Verbesserung des öffentlichen Außenraumes. In diesem Sinne war das Hauptziel des Projektes der Aufbau von Vielschichtigkeit, die aktive Teilnahme, die Lösung von Konflikten und Befriedigung von Bedürfnissen der heutigen Zeit. Dabei sollte die Übernahme der Verantwortung für den Ort durch die Bürger selbst erfolgen.
Die Entfaltung des Campo de Cebada bildete sich im Verlauf des Projektes von einer kleinen Mitgliedschaft, über den Aufbau von Programmen und Veranstaltungen, der Publikation und Kommunikation des Projektes in mündlicher und digitaler Form, zu einer großen Interessengemeinschaft heraus.
Dazu nutzte man die Entwicklung von Werkstätten und Workshops, um Werkzeuge zu entwerfen, die den Campo de Cebada zu einem in seiner Freiheit wandelbaren Raum machen und in dem jeder die Einrichtung entwerfen kann, die er möchte. Um dem eigentlichen Wunsch der Anwohner nach einer neuen Sportanlage nachzukommen, entstand ein Fußball- und Basketballfeld. Zusätzlich wurden gemeinschaftliche Hochbeete und ein Raum für Theater- und Kinoveranstaltungen angelegt.
Der Ort entwickelte sich zu einem digitalen, ausgestatteten, öffentlichen Raum mit Lagerplätzen, sanitären Anlagen, Wasserplätzen, Beleuchtung, Elektrizität und freier Wlan Verbindung. In diesem Zusammenhang wurden und werden noch immer alle Veränderungen und Fortschritte digital festgehalten, dokumentiert und allgemein zugänglich veröffentlicht. So entwickelte sich eine Replizierbarkeit des Projektes, mit der Möglichkeit an jedem anderen Ort der Stadt dupliziert werden zu können.

### Partner und Mitarbeiter
Die Zahl der teilnehmenden Vertreter kann nicht festgelegt oder beziffert werden, da jedes interessierte Individuum frei ist an dem Projekt mitzuwirken und sich als Partner des Projektes zu sehen.
Initiiert und vorangetrieben haben das Projekt des Campo de Cebada jedoch besonders die Nachbarn des Viertels, föderative Nachbarschaftsvereine der Gegend, wie der FRAVM (Federación Regional de Asociaciones Vecinales de Madrid), der AMPA (Asociación de Madres, Padres Y Alumnos) oder der AVECLA (Asociación de vecinos de La Latina), Architekturkollektive, Vertreter, die Events und kulturelle Aktivitäten entwickelt und verwirklicht haben, Universitäten und das Personal des Verwaltungssitzes der Stadt Madrid.

### Interne Organisation
Die interne Organisation, die Konstruktion des Bereiches und das sensible Netzwerk der Vereinigung des Campo de la Cebada, ist bis heute in wöchentliche Treffen vor Ort gegliedert. In diesen Versammlungen werden Konvente gebildet, die entscheiden, welche Projekte umgesetzt werden, es wird über alle Geschehnisse rund um den Platz informiert und Zeitpläne und Programme aufgestellt. Die Versammlungen finden offen und für jedermann zugänglich statt und es werden die zu realisierenden Projekte und Aktivitäten diskutiert.

### Budget
Es ist sehr schwierig einen kompletten Haushaltsplan für das Projekt des Campo de Cebada aufzustellen. Von September 2010 bis Dezember 2011 wurde die Instandhaltung des Ortes durch die Selbstverwaltung der Nachbarschaft und deren Beteiligten durchgeführt.
Seit Dezember 2011 stehen Gelder der Stadt Madrid von 40.000 Euro zur Verfügung.
Hinzu kommen die nicht kalkulierbaren Aufwendungen der freiwilligen Organisationen und Verwaltung des Ortes sowie des Aufbaus einer ordnenden Leitstruktur des Geschehens und die notwendige Pflege und Wartung.

### Realisierte Projekte auf dem Campo de Cebada
| Projekt                      | Jahr          | Information |
| ---------------------------- | ------------- | --- |
| Freilufttheater              | 2011 bis 2014 | Aufführung von „Don Juan Tenorio“ in der Nacht vom 31. Oktober auf den Festtag 1. November (Allerheiligen). Das Bühnenbild wurde in Kooperation mit freiwilligen Helfern der Nachbarschaft erbaut. Regisseur des Stückes war César Barló.                                                                  |
| Freiluftkino                 | 2011 bis 2014 | Sommerkino unter dem Namen „Supercine“. Die Projektion klassischer Spielfilme der 1980er Jahre. Die Rechte für die öffentliche Darstellung der Filme wurden durch den Beitrag freiwilliger Assistenten verifiziert.                                                                                        |
| Entstehung von Gartenanlagen | 2011 bis 2014 | Der Campo de Cebada gehörte der „Red de huertos“, einer urbanen Gartenvereinigung in Madrid an. |
| Freizeit und Sport           |               | „El Piscinazo“ (4. Auflage). Nachbarschaftliche Treffen in Gedenken an die alte, abgerissene öffentliche Schwimmhalle. Urban-Fitness Stationen |
| Satire und Comedy            |               | Humoristisches Event für die Einweihung der Kirche Patólica gefördert durch den Künstler Leo Bassi. |
| Werkstätten und Workshops    |               | „Hand Made Urbanismus“ (4. Auflagen). Handwerk und Workshops zum Möbelbau gefördert durch die Universität Javeriana in Bogota und dem Architekturbüro Zuloark für die Konstruktion von Mobiliar für den Campo de Cebada. An den Workshops nahmen Studenten der Universität und Nachbarn des Viertels teil. |
| Musik und Tanz               |               | Musik- und Tanzveranstaltungen auf dem Campo de Cebada |
| Literatur                    |               | Das Festival „Hostia un libro“ |
| Pädagogik                    |               | Sommeruniversität „Campo de Cebada“ |
| Urbane Kunst                 |               | Freigabe von leeren Mauern für Graffitikunst |

### Preise und Auszeichnungen
Im Jahr 2013 erhielt der Campo de Cebada den Kulturpreis Prix Ars Electronica in der Kategorie Digital Communities.
Lobende Erwähnung des Campo de Cebada durch den European Prize for Urban Public Space im Jahr 2011.

### Heutige Entwicklung
Heute treiben verschiedene Parteien das Projekt des Campo de Cebada an. Auf der einen Seite stehen Kooperationen mit anderen Vereinen und Gruppierungen des Viertels, einbegriffen der AVECLA (Asociación de Vecinos del Centro la Latina), AMPAS (Asociación de Madres, Padres y Alumnos) und der FRAVM (Federación regional de Asociaciones Vecinales de Madrid). Auf der anderen Seite stehen, durch die Integration aller interessierter Personen, die Vielzahl derer, die sich dem Ort annehmen und daran teilhaben wollen.
Außerdem werden zurzeit neue Bebauungspläne für den Platz von der Stadt Madrid erstellt. Diese sehen vor, ein neues Sportzentrum auf dem Campo de Cebada zu errichten.